# 8e régiment de zouaves
Le 8e régiment de zouaves est un régiment d'infanterie français, de l'armée d'Afrique, ayant existé entre 1914 et 1962.
Créé en 1914 sous le nom de 8e Régiment de Marche de Zouaves. Il est rattaché tout au long de la Première Guerre mondiale à la Division marocaine. C'est un des régiments de l'armée française les plus décorés pour ses faits d'armes.

## Création et différentes dénominations
- 1914 : 8e Régiment de Marche de Zouaves
- 1920 : Renommé 8e Régiment de Zouaves
- 1928 : Dissolution
- 1934 : Reconstitué
- 1940 : Dissous
- 1946 : Recréé sous le nom de 8e Demi-Brigade de Zouaves
- 1956 : Dissous en 1956 ?
- 1959 : Création du 8e Bataillon de Zouaves à partir du 3e Bataillon du 21e R.I.
- 1962 : Dissolution

## Devise
Sans peur et sans reproche

## Chefs de corps

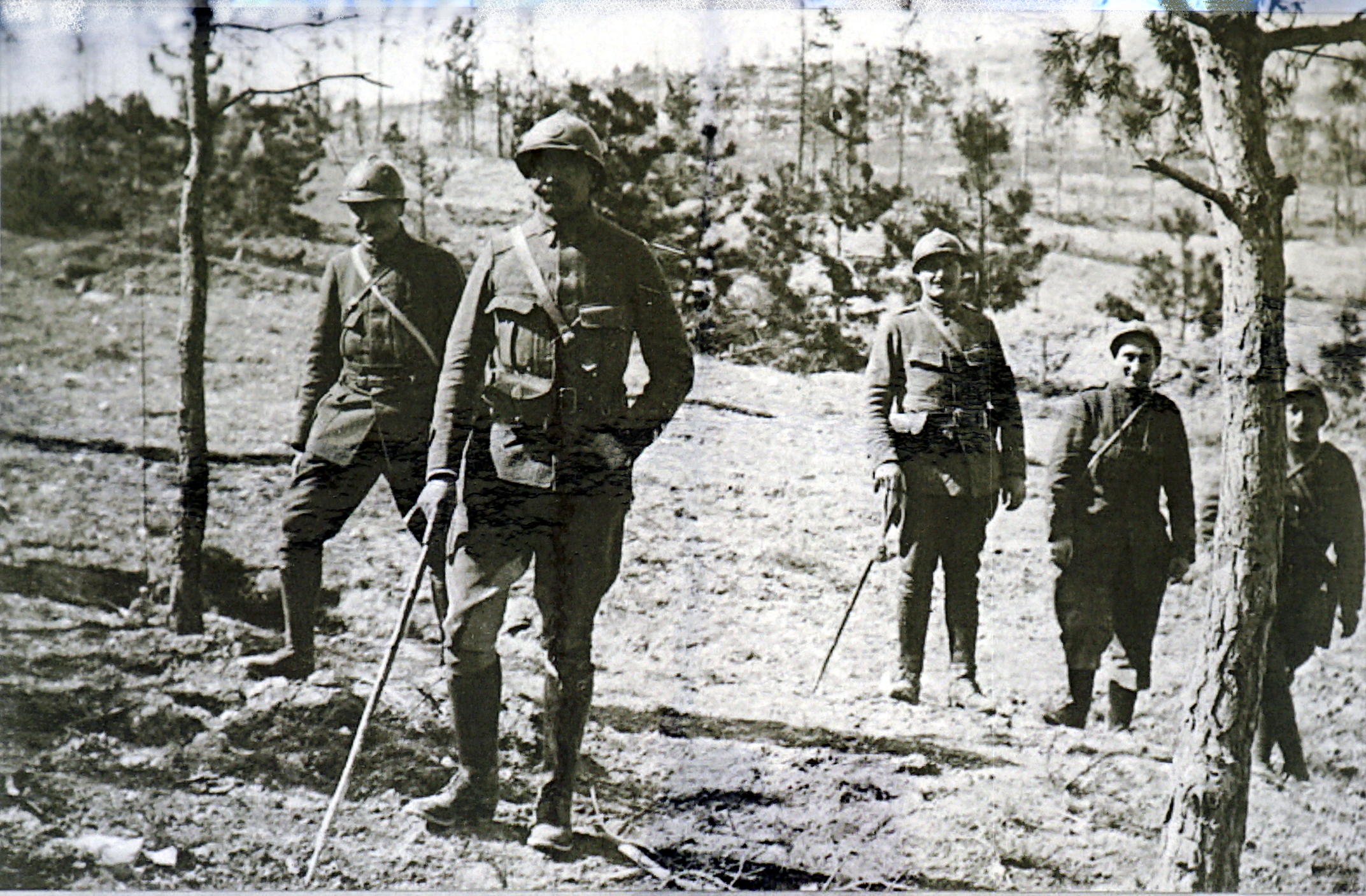
Le colonel Lagarde, avril 1917.

- septembre 1914 - mars 1916 : lieutenant-colonel Modelon
- 23 mars - 25 septembre 1916 : lieutenant-colonel Auroux
- lieutenant-colonel Lagarde
- années 20 : colonel Cloitre
- 1935 - 1937 : colonel Dame
- 1940 : lieutenant-colonel Anzemberger
- 1956 : colonel Gaubillot Commandait le 8e Régiment à Ouezzane, cette année-là il a été remplacé par le Commandant Bonamy à Ouezzane puis à Rabat

## Historique des garnisons, campagnes et batailles du8eZouaves

### Première Guerre mondiale

#### Composition et rattachement
Le 8e régiment de zouaves est formé par le regroupement de 4 bataillons distincts de zouaves, le  1er correspond au 1er bataillon du 1er régiment de zouaves, les 2e et 3e sont respectivement les 2e et 3e bataillons du 2e régiment de zouaves, le 4e est le 4e bataillon du 3e régiment de zouaves.
Rattachement : le 8e régiment de zouaves est rattaché à la division marocaine durant toute la durée du conflit. 

#### 1914
- 7 - 15 août : Le régiment est débarqué à Bordeaux et à Sète, il est formé de 3 bataillons (1er 2e et 4e), le 3e bataillon est intégré dans un régiment de marche de tirailleurs au sein de la Division marocaine.
- 20 août : il est débarqué dans la région de Mézières - Charleville. Les jours suivants, le régiment entend le canon de Charleroi.
- 25 août : il franchit la frontière de Belgique, et, de Sugny, petit village belge, il voit flamber les villages le long de la Meuse et de la Semois. Le régiment recueille le 9e corps et se positionne en arrière-garde.
- 28 août : combat de la Fosse-à-l'Eau et de Dommery.
- 30 août : combat retardateur à Bertoncourt.
- 1er septembre : combat autour d'Alincourt.
- 2 - 6 septembre : retraite par Reims, le 6 septembre, le régiment est au nord des marais de Saint-Gond et occupe les hauteurs de Coizard-Joches.
- 6 - 9 septembre : engagé dans la bataille des Marais de Saint-Gond, combats violents les bataillons sont réduits à 200 fusils, retrait sur la lisière nord des bois d'Allemant. Le 9 septembre, impliqué dans les attaques pour reprendre le château de Mondement.
- 9 - 13 septembre : poursuite des troupes allemandes jusqu'au nord des marais de la Vesle, prise de Prunay.
- 26 octobre - 5 février 1915 : mouvement dans les Flandres avec la 2e brigade. Engagé le 14 novembre dans la prise du bois triangulaire.

#### 1915
- 9 mai - 25 juin : engagé dans la bataille d'Artois.

9 mai : lors  de l'attaque de la division marocaine, les zouaves sont en réserve, ils sont engagés vers midi sur la grande route d'Arras et tiennent une position sur un chemin creux reliant Souchez à Neuville-Saint-Vaast.
11 mai : attaque des zouaves en direction de la cote 140 avec de lourdes pertes.
16 juin : attaque du régiment en direction de Souchez, prise de la cote 119 avec des pertes importantes. Le régiment est ensuite relevé.
22 juin : contre-attaque allemande, les 5e et 7e compagnies sont engagées et reprennent le terrain perdu.
- 25 juin - 14 septembre : retrait de front, repos. Mouvement par VF dans la région de Montbéliard puis Giromagny, instruction et repos.
- 25 septembre - 6 octobre : engagé dans la seconde bataille de Champagne, attaque et prise du bois Sabot par le 3e bataillon. Les attaques suivantes en direction de la butte de Souain échouent.
- 18 octobre - 24 février 1916 : retrait du front, repos et instruction.

#### 1916
- 25 février - 29 juin : occupation d'un secteur dans l'Oise près de Belval.
- 29 juin - 7 juillet : retrait du front, mise en réserve dans la région d'Amiens.
- 9 - 11 juillet : engagé dans la bataille de la Somme, attaque en direction de Barleux du 4e bataillon sans succès et avec de lourdes pertes, la préparation d'artillerie n'ayant pas permis la destruction des défenses accessoires. Le 11 juillet, le 2e bataillon est lancé à l'attaque de Barleux avec les mêmes résultats.
- 29 juillet - 29 octobre : retrait du front puis occupation d'un secteur dans la région de Belval.

#### 1917
- 17 avril - 29 mai : engagé dans la bataille des monts de Champagne, attaque et prise du Mont sans Nom.

19 et 20 avril : contre-attaque allemande des 100e et 101e régiments d'infanterie saxons, lourdes pertes allemandes.
- 20 août - 3 septembre : engagé dans la bataille de Verdun, sur la rive gauche de la Meuse, le régiment attaque en direction des Caurettes de la crête de l'Oie et du bois des Corbeaux puis l'occupe et l'organise.

#### 1918
À partir de janvier 1918, la Légion russe pour l'honneur est affectée au régiment jusqu’à fin juillet
- 24 avril - 7 mai : mouvement dans la région d'Amiens et engagé dans la bataille de Villers-Bretonneux, relève des troupes australiennes et anglaises le 25 avril. Attaque au matin du 26 avril en direction de Villers-Bretonneux, les troupes de tête ont jusqu'à 50% de pertes et ne peuvent déboucher sur le plateau. Attaque renouvelée l'après-midi, progression d'une centaine de mètres. Occupation et organisation du terrain conquis sous un bombardement continu allemand.
- 29 - 30 mai : engagé dans la bataille de l'Aisne, devant la progression des troupes allemandes, le régiment est déployé le long de la Crise dont il doit empêcher le franchissement par les troupes allemandes. Sous un feu d'artillerie allemand violent, les 1er et 3e bataillons zouaves résistent aux violents assauts avec de lourdes pertes sur un front de 4 km mais sont contraints au repli devant la pression, contre-attaque du 2e bataillon des compagnies hors-rang pour contenir la poussée allemande.
- 16 - 20 juillet : engagé dans la bataille du Soissonnais, initialement en réserve derrière le régiment de la Légion étrangère, le régiment passe en première ligne à partir de 8h du matin et en liaison avec les chars progresse en direction de la ferme Maison-Neuve et déborde Chaudun. Le régiment progresse ensuite sur plus de 1 km au-delà des objectifs assignés.
- août - septembre : positionné dans le secteur du Chemin des Dames vers Laffaux et Vauxaillon, attaques continuelles pour le franchissement des lignes de défenses allemandes et atteindre le plateau de Laon. Le régiment perd au cours de ces combats 18 officiers et 873 hommes.

### Entre-deux-guerres
Dès 1919, il est en garnison à Oran, mais est dissous en 1928, le 2e Zouaves prenant sa place.
Le régiment tiendra garnison à Mourmelon en 1934. Il sera alors motorisé et le seul régiment de Zouaves en Métropole...

### Seconde Guerre mondiale
- 1940 : le 8e zouaves, avec la 12e division d'infanterie motorisée, sera détruit lors de la  bataille de Dunkerque. Ils ont été dans les dernières troupes à se battre pour protéger le repli des troupes britanniques puis pour certains, faits prisonniers à Brieg (ville devenue polonaise après la guerre).

### Depuis1945
- A formé le Commando 295 en Algérie
- Algérie 1956 - 1962

- Au cessez-le-feu du 19 mars 1962 en Algérie, le 8e Régiment de zouaves constitue comme 91 autres régiments, les 114 unités de la Force Locale prévues aux accords d'Evian du 18 mars 1962. Le 8° Régiment de zouaves forme une unité de la Force locale de l'ordre Algérienne, la 496°UFL-UFO composé de 10 % de militaires métropolitains et de 90 % de militaires musulmans, a la Ferme Baujon, qui, pendant la période transitoire devait être au service de l'exécutif provisoire algérien, jusqu'à l'indépendance de l'Algérie.

## Inscriptions portées sur le drapeau du régiment
Il porte, cousues en lettres d'or dans ses plis, les inscriptions suivantes :

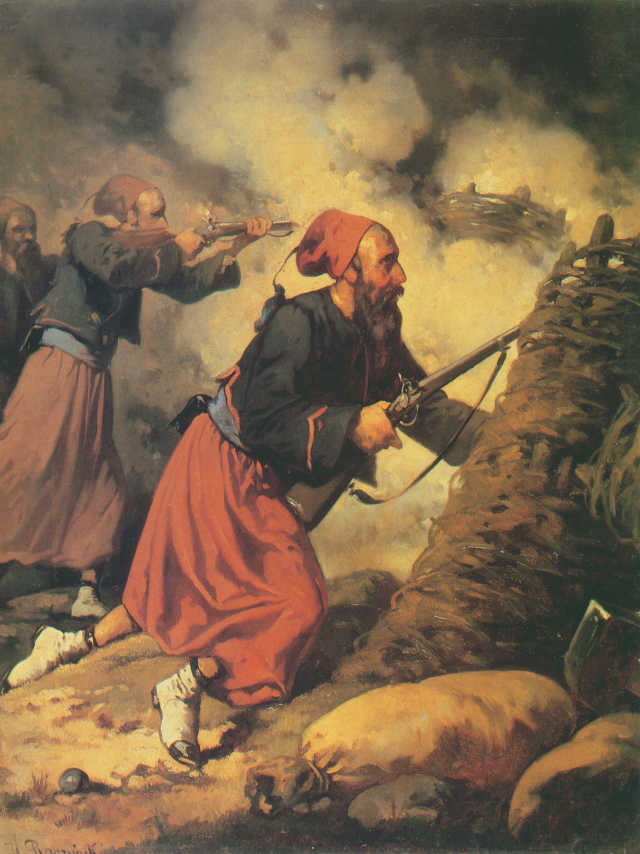
zouaves 1858

- Saint-Gond 1914
- Artois 1915
- Champagne 1915
- Les Monts 1917
- Verdun 1917
- Soissonnais 1918
- Vauxaillon 1918

## Décorations
« Ils ont décoré leur drapeau d'une gloire immortelle ».
- La fourragère aux couleurs du ruban de la Croix de guerre 1914-1918
- La fourragère aux couleurs du ruban de la Médaille militaire.
- La Fourragère aux couleurs du ruban de la Légion d'honneur lui est attribuée le 3 septembre 1918.

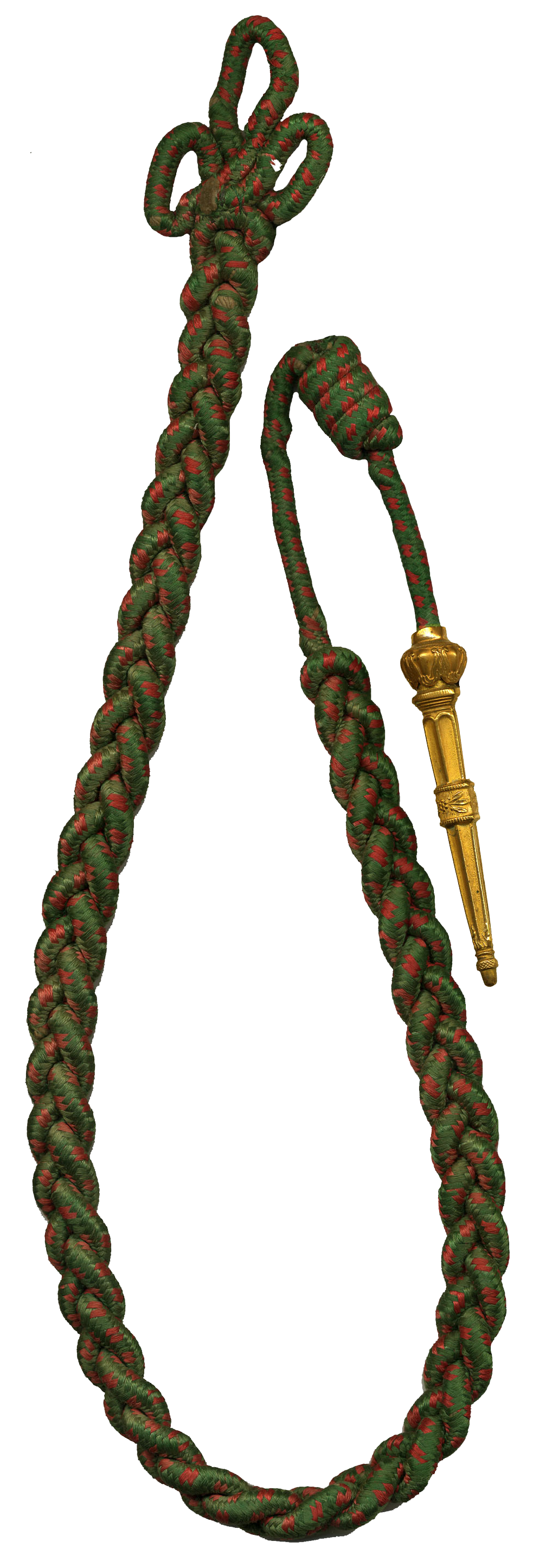
Fourragère aux couleurs de la Croix de guerre 1914-1918
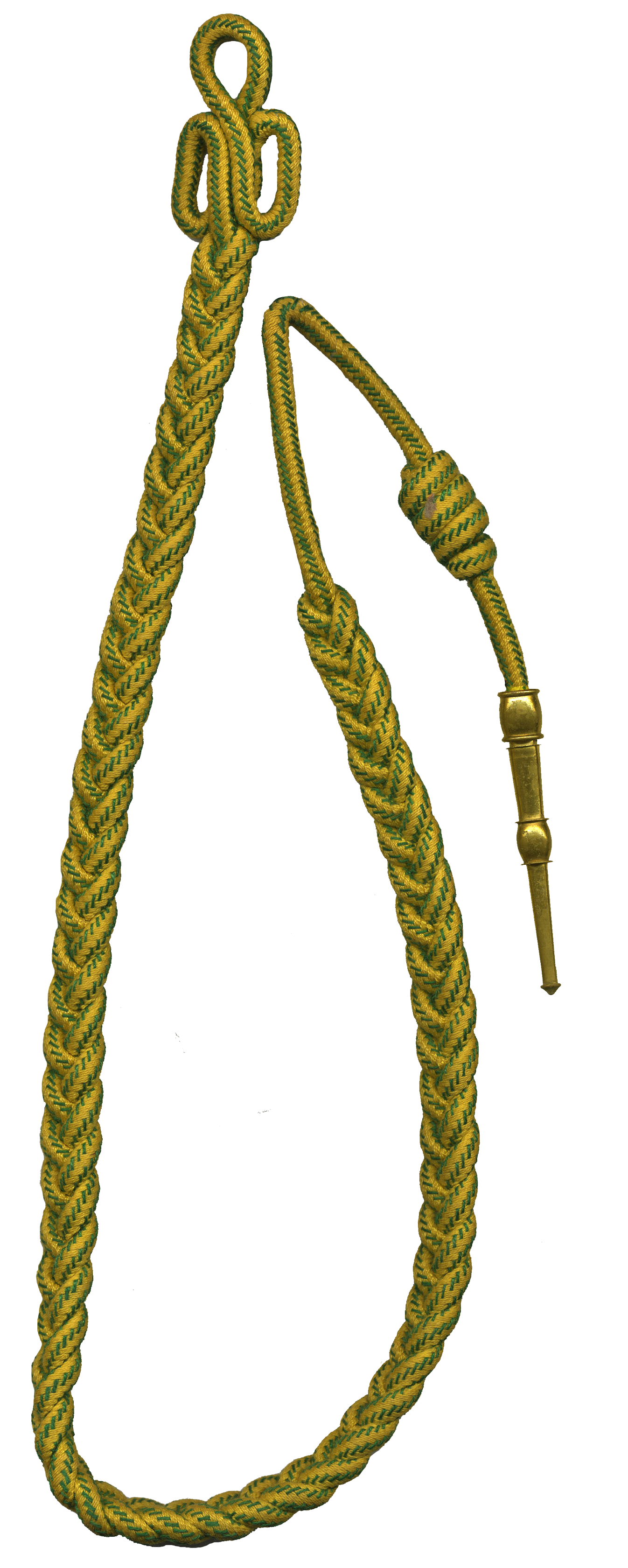
Fourragère aux couleurs de la Médaille militaire
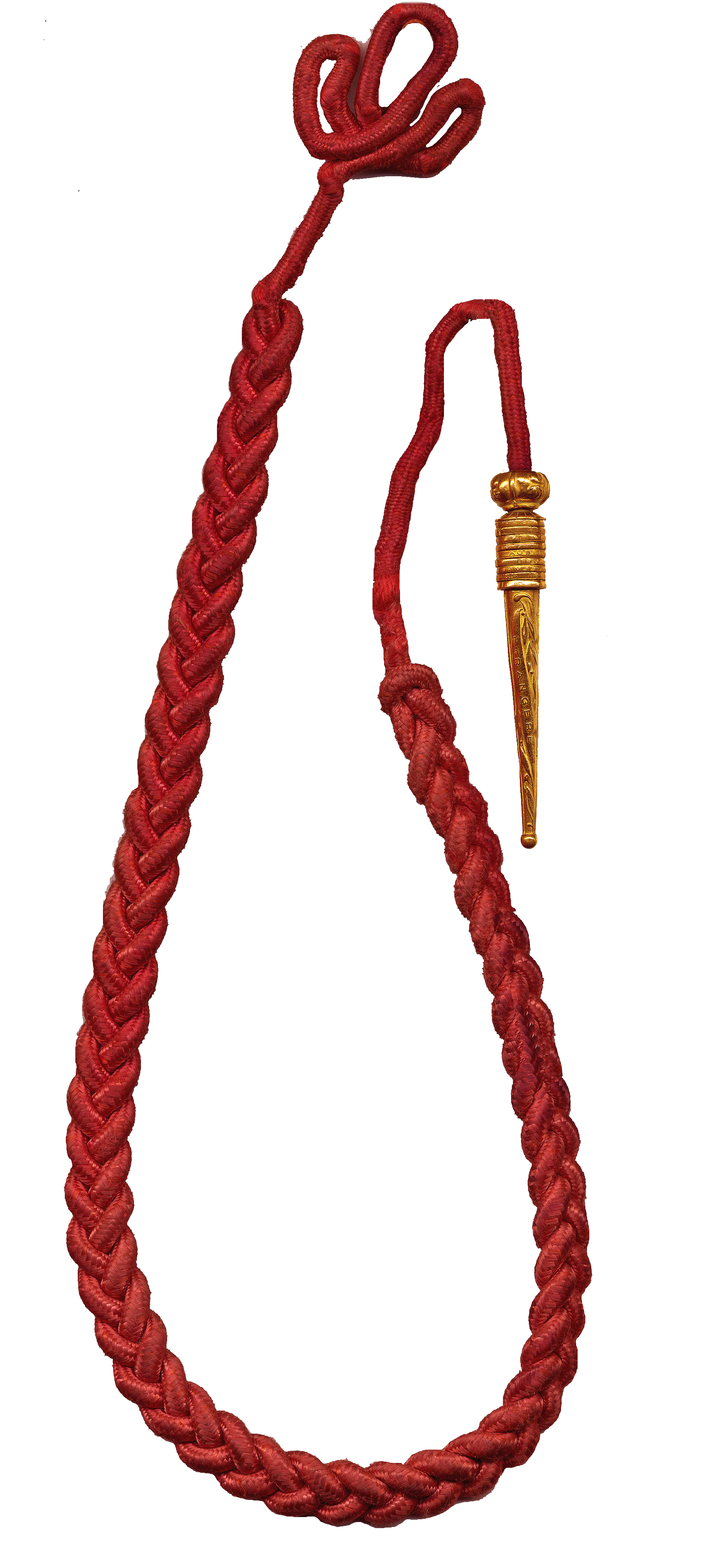
Fourragère aux couleurs de la Légion d'honneur

sa cravate est décorée de la Légion d'honneur  de la Croix de guerre 1914-1918 7 palmes et 1 étoile d'argent , puis l'ordre du mérite militaire Chérifien.

## Marche du8eZouaves
Comme pour tous leurs camarades des autres régiments de Zouaves, les zouzous du "8" ont pour chant de tradition : "Pan Pan l'Arbi ! ". Notons que les zouaves d’après 1945 entonnent aussi "les Africains".

## Personnalités ayant servi au8eRZ
- Robert Jallet (1890-1945) a fait la Première Guerre mondiale dans le régiment.
- Henri Muller (1900-1944), résistant français, Compagnon de la Libération.
- René Wagner (1907-1999) Compagnon de la Libération y a effectué son service militaire.
- Edgard Tupët-Thomé (1920-2020) d'octobre 1938 à 1940.
- Général Édouard Andréa (1871-1954), chef de bataillon en 1915.

## Sources et bibliographie
- Petit historique du 8e zouaves pendant la grande guerre : 1914-1919, Paris, Levé, 25 p., lire en ligne sur Gallica.